# Sävsta
Sävsta är en utbredd bebyggelse omkring länsväg 263 i  Husby-Sjutolfts socken i Enköpings kommun. Från 2015 avgränsar SCB här en småort.
Här återfinns Sävsta motell.